# Пемагацел
Пемагацел (дзонг-кэ པདམ་དགའ་ཚལ), также известный как Пемагатшел (англ. Pemagatshel) — административный центр дзонгхага (административного района) Пемагацел в Бутане.
Население города составляет 1066 человек (по переписи 2005 г.), а по оценке 2012 года — 1175 человек.
До аэропорта Паро приблизительно 200 км